# Eva Pinkelnig
Eva Pinkelnig (Dornbirn, 27 mei 1988) is een Oostenrijkse schansspringster.

## Carrière
Bij haar wereldbekerdebuut, in december 2014 in Lillehammer, scoorde Pinkelnig direct wereldbekerpunten. In januari 2015 behaalde ze in Sapporo haar eerste toptienklassering in een wereldbekerwedstrijd. Op de wereldkampioenschappen schansspringen 2015 in Falun eindigde de Oostenrijkse als achtste op de normale schans. In december 2015 stond Pinkelnig in Nizjni Tagil voor de eerste maal in haar carrière op het podium van een wereldbekerwedstrijd.
In Seefeld nam ze deel aan de wereldkampioenschappen schansspringen 2019. Op dit toernooi eindigde ze als vijfde op de normale schans. In de landenwedstrijd veroverde ze samen met Jacqueline Seifriedsberger, Chiara Hölzl en Daniela Iraschko-Stolz de zilveren medaille, samen met Philipp Aschenwald, Daniela Iraschko-Stolz en Stefan Kraft sleepte ze de zilveren medaille in de wacht in de gemengde landenwedstrijd. Op 12 januari 2020 boekte de Oostenrijkse in Sapporo haar eerste wereldbekerzege.

## Resultaten

### Wereldkampioenschappen
| Jaar | Plaats  | Resultaten                                 |
| ---- | ------- | ------------------------------------------ |
| 2015 | Falun   | 8e HS100                                   |
| 2019 | Seefeld | 5e HS109 · Team HS109 · Gemengd team HS109 |

### Wereldbeker
Eindklasseringen
| Seizoen   | Algm  | RAW   |
| --------- | ----- | ----- |
| 2014/2015 | 7e    |       |
| 2015/2016 | 15e   |       |
| 2016/2017 | 60e   |       |
| 2017/2018 | 43e   |       |
| 2018/2019 | 6e    | 5e    |
| 2019/2020 | Brons | Brons |

Wereldbekerzeges
| Datum           | Plaats   | Schans |
| --------------- | -------- | ------ |
| 12 januari 2020 | Sapporo  | HS137  |
| 17 januari 2020 | Yamagata | HS102  |
| 19 januari 2020 | Yamagata | HS102  |

### Grand-Prix
Eindklasseringen
| Jaar | Plaats |
| ---- | ------ |
| 2015 | 23e    |
| 2016 | 29e    |
| 2018 | 26e    |